# Автовокзал (Турку)
Автовокза́л Ту́рку (фин. Turun linja-autoasema, швед. Åbo busstation) — автобусный терминал в Турку. Расположен в 700 метрах от железнодорожного вокзала.

## История
Здание автовокзала было построено в 1938 году в стиле финского функционализма. Проект был разработан архитектором Харальдом Смедбергом .
В 2008 году в непосредственной близости от автовокзала были построены заправочная станция с автомойкой и здание гостиницы. Круглосуточно действуют рестораны фастфуда — Hesburger и McDonald’s.
В 2014 году здание автовокзала было выставлено на продажу.